# Vera Brittain
Vera Mary Brittain (29 de diciembre de 1893 – 29 de marzo de 1970) fue una escritora, anglicana, feminista y pacifista inglesa, mejor recordada por ser la autora de un libro de memorias superventas Testamento de juventud (1933), en el que hace un recuento de sus experiencias durante la Primera Guerra Mundial y el inicio de su cruzada en pro del pacifismo.

## Biografía
Brittain nació en una familia adinerada, propietaria de fábricas de papel en Hanley y Cheddleton en Staffordshire. Tuvo una infancia sin incidentes, siendo su único hermano su compañero más cercano. A los 18 meses, su familia se mudó a Macclesfield, Cheshire y cuando tuvo 11 años, se mudaron nuevamente a Buxton en Derbyshire. Desde la edad de trece años, asistió a la escuela Santa Mónica de Kingswood (Surrey), donde su tía era directora. Estudió literatura inglesa en el Somerville College, de la Universidad de Oxford, retrasó la obtención de su grado para trabajar como enfermera voluntaria durante la mayor parte de la Primera Guerra Mundial. Su novio Roland Leighton, otros dos amigos cercanos, Víctor Richardson y Geoffrey Thurlow, y su hermano, Edward Brittain, murieron durante la guerra. Las cartas intercambiadas entre ellos están documentadas en el libro Cartas de una generación perdida.
Al regresar a Oxford después de la guerra, Vera encontró difícil ajustar su vida en la generación de la posguerra. Fue en esta época que conoció a Winifred Holtby e iniciaron una amistad al compartir la aspiración de establecerse en la escena literaria londinense. Esta amistad duró hasta la muerte de Holtby en 1935.
En 1925, Brittain se casó con George Catlin, un científico político y filósofo. Su hijo, John Brittain-Catlin (1927-1987), fue un pintor, hombre de negocios y autor de la autobiografía Family Quartet, que apareció en 1987. Su hija, nacida en 1930, Shirley Williams, fue ministra del gabinete laborista y luego demócrata liberal.
La primera novela publicada por Brittain fue The Dark Tide (1923). No fue hasta 1933 que publicó su Testamento de juventud, que fue seguido por las secuelas, Testamento de amistad (1940) – biografía tributo a Winifred Holtby– y Testamento de experiencia (1957), la continuación de su propia historia que abarcó los años entre 1925 y 1950. Vera Brittain basó la mayor parte de sus novelas en experiencias y personas reales. En este sentido, su novela Honourable Estate (1936) tuvo, en algunas partes, más de unas memorias.
En los años 1920, se convirtió en oradora regular de la Sociedad de Naciones, pero en junio de 1936, fue invitada a hablar en una manifestación por la paz en Dorchester, donde compartió plataforma con Dick Sheppard, George Lansbury, Laurence Housman y Donald Soper. Después, Sheppard la invitó a unirse a la Peace Pledge Union y, tras seis meses de reflexión, respondió en enero de 1937 para decir que aceptaría. Más tarde, Vera también se afilió a la Sociedad anglicana pacifista. Su pacifismo destacó durante la Segunda Guerra Mundial, cuando comenzó la serie de Letters to Peacelovers. 
Fue una pacifista práctica en el sentido de que ayudó en el esfuerzo de guerra al trabajar como voluntaria y viajar alrededor del país recaudando fondos para la campaña de ayuda alimentaria de la Peace Pledge Union. Fue vilipendiada por hablar en contra de los bombardeos aéreos de ciudades alemanas por medio de su libro de 1944, Massacre by Bombing. Su posición de principio pacifista fue algo reivindicada cuando, en 1945, el Libro Negro de los nazis, que contenía una lista de 2.000 personas que debían ser inmediatamente arrestadas después de la invasión alemana a Gran Bretaña, incluía su nombre.
En noviembre de 1966, sufrió una caída en una calle mal iluminada de Londres, mientras estaba en camino a una conferencia. Cumplió el compromiso, pero después encontró que había sufrido una fractura del brazo izquierdo y del dedo meñique de la mano derecha. Estas lesiones iniciaron un declive físico en el que su mente se volvió más confusa y retirada.
Vera Brittain nunca se sobrepuso del todo de la muerte de su hermano Edward. Cuando murió en Wimbledon el 29 de marzo de 1970, a los 76 años, su testamento pedía que sus cenizas fueran esparcidas en la tumba de Edward en Italia: "...por cerca de 50 años buena parte de mi corazón ha estado en ese cementerio de pueblo italiano". Su hija honró esta petición en septiembre de 1970.

## Legado cultural

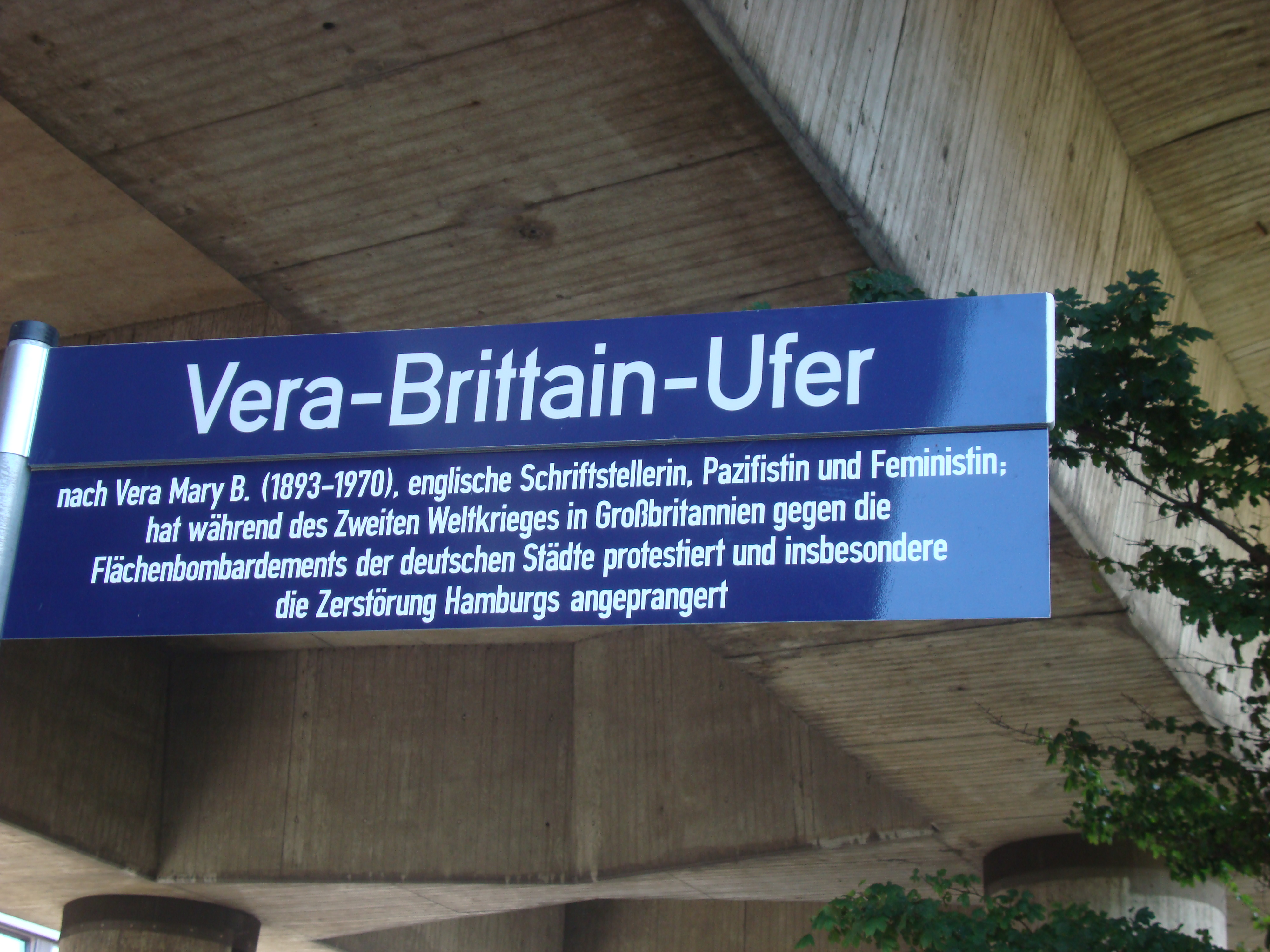
Memorial a Vera Brittain en Hamburg-Hammerbrook.

En 1998, las cartas de Brittain durante la Primera Guerra Mundial fueron editadas por Alan Bishop y Mark Bostridge y publicadas bajo el título Letters from a Lost Generation.  También fueron adaptadas por Bostridge para una serie de la BBC Radio 4, protagonizada por Amanda Root y Rupert Graves.
En 1980, el coreógrafo inglés Kenneth Macmillan creó el ballet "Gloria" con música de F. Poulenc e inspirado en los escritos de Brittain sobre la Primera Guerra Mundial.
Because You Died, una nueva selección de la poesía y prosa de Brittain de la Primera Guerra Mundial, editada por Mark Bostridge, fue publicada por Virago en 2008 para conmemorar el 90.º aniversario del Armisticio.
El 9 de noviembre de 2008, la BBC emitió un documental de una hora de duración sobre Brittain como parte de sus programas por el Remembrance Day.
En febrero de 2009, se informó que BBC Films adaptaría las memorias de Brittain, Testamento de juventud, para el cine. La película se estrenó en España en DVD el 18 de noviembre de 2015.

## Biografías sobre la autora
- Berry, Paul y Mark Bostridge. Vera Brittain: A Life, Chatto & Windus, 1995, Pimlico, 1996, Virago 2001, 2008 ISBN 1-86049-872-8.
- Gorham, Deborah (2000). Vera Brittain: A Feminist Life, Toronto: University of Toronto Press, ISBN 0-8020-8339-0.
- "Testamento de juventud", 2019[7]